# Pena di morte in Israele
La pena di morte in Israele è desueta in quasi tutte le circostanze. Lo stato israeliano ha ereditato molte delle sue leggi dal Mandato britannico della Palestina, il cui codice penale prevedeva la condanna a morte per alcuni reati, ma nel 1954 ha abolito tale pena tranne che per i casi di genocidio, crimini di guerra, crimini contro l'umanità, crimini contro il popolo ebraico e tradimento militare.
Nella storia di Israele risulta un solo civile condannato a morte, non classificato come soldato: Adolf Eichmann, impiccato nel 1962 per crimini di guerra nazisti relativi alla Shoah. In precedenza c'era stata l'esecuzione di Meir Tobianski, soldato israeliano che aveva combattuto la guerra arabo-israeliana del 1948 e che era stato accusato falsamente di tradimento: giudicato colpevole, venne condannato a morte tramite fucilazione (30 giugno 1948). Nel corso degli anni ci sono state altre sentenze di morte, ma finora i ricorsi presentati dalla difesa sono sempre riusciti a ribaltare la sentenza.
In molti ritengono che il motivo per cui è raro l'uso della pena capitale in Israele sia da ricercare nella dottrina ebraica; tuttavia, vi è una certa discussione sul fatto che la legge ebraica proibisca la condanna a morte. La Bibbia, per esempio, propugna tale pena per 36 reati (tra cui l'omicidio, lo stupro, l'idolatria e la profanazione del sabato). Essa era in vigore nel Regno Unito d'Israele per i reati sopra elencati. In ogni caso molti studiosi ebraici hanno interpretato in maniera più flessibile tali norme per impedire l'esecuzione di innocenti e la pena di morte è diventata, di fatto, desueta. La maggior parte dei rabbini e dei principali intellettuali israeliani ritiene che la pena di morte non dovrebbe mai più essere utilizzata.